# Perseidas
Las perseidas (también conocidas como lágrimas de San Lorenzo) son una prolífica lluvia de meteoros asociada con el cometa Swift–Tuttle, que suele ser visible desde mediados de julio hasta finales de agosto. Los meteoros reciben el nombre de perseidas porque parecen provenir de la dirección general de la constelación de Perseo, aunque en tiempos modernos su radiante se encuentra en una región limítrofe entre las constelaciones de Casiopea y Camelopardalis.
El registro más antiguo que se tiene de la actividad de las perseidas es del año 36 d. C., de los anales históricos chinos donde se cita un pico de meteoros en esas fechas. Pero no fue hasta 1835 cuando el astrónomo belga Adolphe Quetelet muestra que se produce una lluvia de meteoros, de forma cíclica en agosto, con su radiante en Perseo.

## Etimología
El nombre «perseidas» proviene de la palabra griega Περσείδαι (Perseídai), que significa «hijos de Perseo», en referencia a Perseo, el héroe de la mitología griega.

## Cultura popular; Laslágrimas de San Lorenzo
Las perseidas son también conocidas en los países de tradición católica con el nombre de lágrimas de San Lorenzo porque el 10 de agosto se celebra su santoral. Durante la Edad Media y el Renacimiento, las perseidas tenían lugar la noche en que se le recordaba, de tal manera que se asociaron con las lágrimas que vertió San Lorenzo al ser quemado en una parrilla.

## Características

Meteorito de 10 mm de tamaño de las perseidas en tiempo real, tomado el 14 de agosto de 2019 en Berlín.

La corriente de escombros se denomina nube de las perseidas y se extiende a lo largo de la órbita del cometa Swift–Tuttle. La nube está compuesta por partículas expulsadas por el cometa durante su recorrido orbital de 133 años. La mayoría de las partículas han formado parte de la nube durante aproximadamente mil años. Sin embargo, también existe un filamento de polvo relativamente joven en la corriente, desprendido del cometa en 1865, que puede producir un pico menor de actividad el día anterior al máximo de la lluvia. Las dimensiones de la nube en las cercanías de la Tierra se estiman en aproximadamente 0,1 unidades astronómicas (UA) de ancho y 0,8 UA a lo largo de la órbita terrestre, extendida por las interacciones anuales con la gravedad de la Tierra.

La lluvia es visible desde mediados de julio cada año, con un pico de actividad entre el 9 y el 14 de agosto, dependiendo de la posición particular de la corriente. Durante el pico, la tasa de meteoros puede alcanzar los 60 o más por hora. Se pueden observar en todo el cielo; sin embargo, debido al radiante de la lluvia en la constelación de Perseo, las perseidas son principalmente visibles en el hemisferio norte. Como ocurre con muchas lluvias de meteoros, la tasa visible es mayor en las horas previas al amanecer, ya que en ese momento el lado de la Tierra que se mueve hacia delante recoge más meteoroides, lo cual corresponde a horarios locales entre la medianoche y el mediodía, como puede observarse en el diagrama correspondiente. Aunque muchos meteoros llegan entre el amanecer y el mediodía, normalmente no son visibles debido a la luz diurna. Algunos también pueden verse antes de la medianoche, a menudo rozando la atmósfera terrestre y produciendo largas estelas brillantes y, en ocasiones, bólidos. La mayoría de las perseidas se desintegran en la atmósfera a alturas superiores a los 80 kilómetros (49,7 mi).

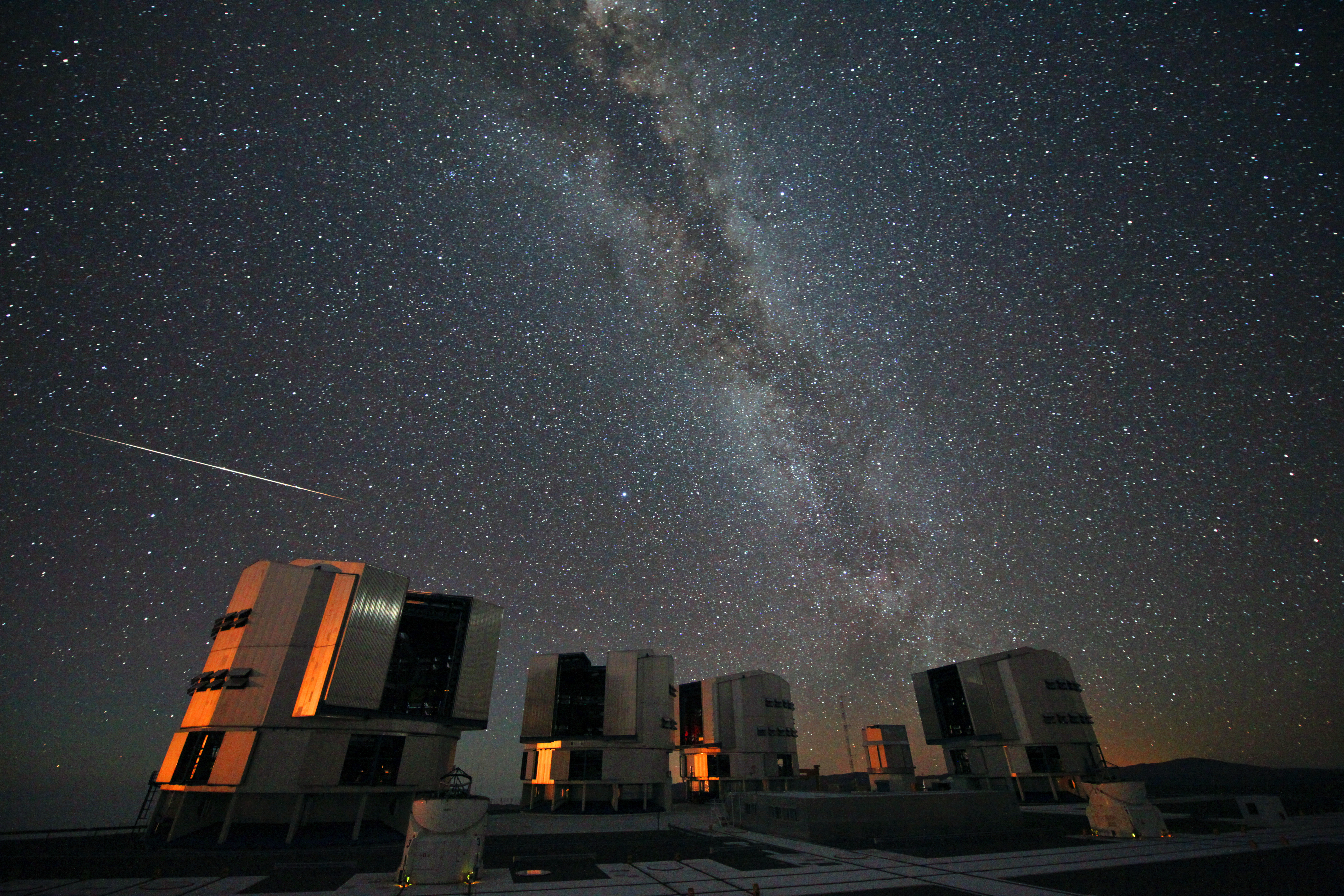
Un meteorito de las perseidas sobre el Observatorio Paranal, localizado en el desierto de Atacama (Chile), 2010

## Origen
A pesar de que deben su nombre a la constelación de Perseo, lo cierto es que poco tienen que ver con ella. Sí, porque el cuerpo progenitor de las perseidas es el cometa 109P/Swift-Tuttle. Fue descubierto por Lewis Swift y Horace Parnell Tuttle el 19 de julio de 1862, posee un diámetro de 26 kilómetros y su órbita alrededor del Sol tiene un período de 135 años.
Su última aparición tuvo lugar en 1992, produciéndose en 1993 un pico de actividad con THZ 300. Desde entonces, la actividad ha descendido progresivamente hasta el nivel normal de la actualidad.
En 2009 hubo un paso hacia una corriente de detritos de mayor densidad poblacional, por lo que la THZ fue de 173.